# Pietro Scoppetta
Pietro Scoppetta (né à Amalfi le 15 février 1863 et mort à Naples le 9 novembre 1920) est un peintre italien qui fut actif à la fin du XIXe  et dans la première moitié du  XXe siècle.

## Biographie
Pietro Scoppetta fut élève du peintre Giacomo Di Chirico (1844–1883). 
Domicilié à Naples depuis 1891, il a décoré, avec d'autres peintres napolitains, le Caffè Gambrinus, lieu de rencontre pour les artistes de Naples dans la période de la Belle Époque.
Il a travaillé comme illustrateur pour l'éditeur Treves.
Il séjourna à Londres et   Paris et durant son séjour en France il fut très influencé par  les impressionnistes français. 
À sa mort, la Biennale de Venise en 1920 lui a consacré une salle.
Pietro Scoppetta était aussi un poète  qui écrivait sous le pseudonyme de Pictor Petrus.

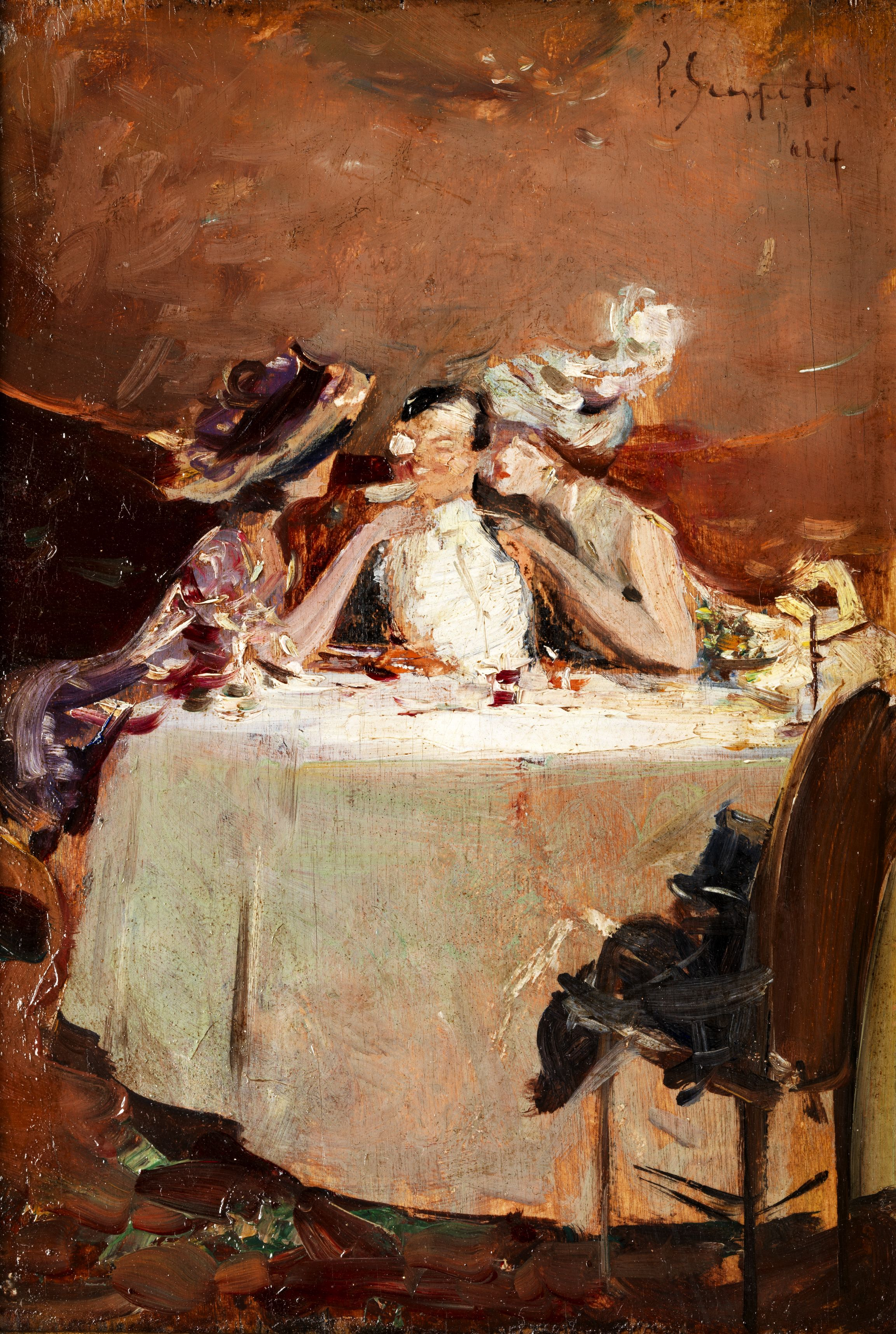
Café

## Œuvres dans les musées
- Musée civique de Castel Nuovo de Naples : Portrait de la princesse Marina.
- Pinacothèque municipale de Porto Recanati: Portrait d'une femme.
- Pinacothèque « Giuseppe De Nittis » de Barletta: Portrait du peintre Attilio Pratella et Autoportrait, Paris Café Chantant, Confiance en soi.
- Musée Capodimonte de Naples : La Vallée des moulins d'Amalfi